# Lexikális ismeret
A lexikális ismeret az ismeretek azon fajtája, amely valamely szóhoz (szó=lexis) tapadóan vagy kapcsolódóan megtalálható, létezik
- a lexikonban, vagy más forrásban
- az emberek fejében, gondolataiban

Különbözik a triviától és a kötetlen sorrendben előadott (strukturálatlan) ismeretektől, melyek közül az előbbi egy szó (szóval jelölt fogalom stb.) hallatán, olvasása kapcsán a leggyakrabban és a leghamarabb felemlített dolgok körét jelzi, míg a másik egy adott szóról a félbe nem szakított, folyamatos beszéd során előadott, mondatokra tagolt gondolatsorozatot, vagy ugyanazokat írásban leírt elbeszélést jellemzi.
A lexikális ismeretek más, vegyes alapú osztályozás alapján főként tények, számok, adatok, információk – és rendszerint elismert forrásokból származnak. A lexikális ismeretek köre olyan tág lehet, hogy néhány furcsa produkciót leszámítva reménytelen azoknak az emlékezetben való rendszeres gyűjtése és bővítése.

## Lexikális ismeret – gondolkodás
A lexikális ismereteket, amelyeket egyszerűen meg kell jegyezni, illetve adott kérdésre elő kell keresni, szembeállítják a gondolkodással, amely bonyolultabb mentális műveletekből áll, hosszabb ideig tart, de produktívabb és így több haszonnal jár. Ez a szemlélet azt sugallja, hogy a tudás lényege az algoritmikus gondolkodás, a "hogyan kell megoldani…" jellegű ismeret, míg annak alárendelt kiszolgálója az olcsóbban, akár gépesítéssel is előállítható adat, vagy "megmunkálandó anyag".
Aki egy (lexikális ismeretet megtestesítő) kérdésre nem tudja rávágni azonnal a választ, az gondolkodik rajta, az emlékezete segítségét igyekszik igénybe venni. Aki sok részletet képes kérdések alapján felidézni, arról azt mondjuk, jó az emlékezete, aki ezzel szemben "ki tudja találni" a (nem kész) választ, arra azt mondjuk, jól gondolkodik.
Lexikális ismereteknek azokat a statikusnak tartott ismereteket tekintjük, amelyek főként tények, számok, adatok, információk – és rendszerint jónevű kiadók könyvéből vagy elismert forrásokból származnak. A lexikális ismeretek köre olyan tág lehet, hogy néhány furcsa produkciót leszámítva reménytelen azok emlékezetben való rendszeres gyűjtése és bővítése.
A fejlett országokban, ahol a nyilvántartás és az adatfeldolgozás olyan mértékű, hogy hitelesen érvelni sem lehet számszerű összehasonlítások nélkül, az adatok előállítása, kitermelése és felhasználása jelentős iparágnak számít, és nagy kultusza van a lexikális ismereteknek, valamint a nehéz, idegen eredetű szavak ismeretének. Ezért a szókincsfejlesztés is önálló üzlet,[forrás?] továbbá az egyetemi felvételi vizsgának is része a ritka, csak szótárban fellelhető szavak jelentésének alapos ismerete, helyes használata.
A lexikális ismeret előállítása a mondatokban szereplő szavak szófaji kategóriái szerint történő összegyűjtésével történik. Ennek megfelelően igék, főnevek, melléknevek és határozók lehetnek alkalmas tagjai egy lexikális ismeret-gyűjtemények, azután, hogy a felsorolt szófajokat névszói vagy névszói kifejezés alakra hoztuk. A művelet további részében két lehetőségünk van: a) a kapott gyűjteményt ábécé sorrendbe rendezzük és táblázatos formában tálaljuk – ezt gyűjtőnévvel referencia táblázatoknak neveztük, vagy az elemek közti viszonyok, relációk tisztázásával osztályozási rendszert (egyéb elnevezései: taxonómia, nómenklatúra) készítünk, amelyre jellemző, hogy egy numerikus azonosító rendszerhez társulnak a kategória elnevezések.
Többnyelvű ismeret reprezentáció szempontjából nyilván az az előnyös forma, amely számrendszerhez kapcsolódik, hiszen a számos (számsorrendi) és az ábécés fekvésbe rendezett két anyag segítségével tetszés szerinti nyelvből tetszés szerinti nyelvhez lehet eljutni.
A lényeg tehát a kétféle rendezettség (ábécés és numerikus, amelyek gyakorlatilag mind szám szerinti rendezések) – ezek állnak szemben a folyó szöveg (narratíva) elrendezésével, amelynek átalakítása a fenti formátumokra inverzióval, indexeléssel vagy invertálással történik. Ami pedig az egész anyag mögötti fájlszervezési eljárást illeti, az nem más, mint indexelt-szekvenciális, azaz olyan index-táblázatos forma, amely indexeken keresztül hozzáférhető szekvenciális elrendezésű törzsanyagra támaszkodik a könnyebben karbantarthatóság kedvéért.
Az invertálás illusztrálásának egyszerű módja, ha veszünk egy listát, amelyben előfordulnak nevek, címek és telefonszámok névsorrendben, és azt átrendezzük oly módon, hogy a címek a rendezési kulcs, és azt tudjuk belőle megállapítani, hogy adott címen kiknek van telefonja és mi azoknak a száma. De ilyen listák születnek manuálisan a Wikipédiában is annál az egyszerű oknál fogva, hogy az előállítóiknak tetszenek ezek a csoportosítások vagy "félkész", azaz mások által bővíthető, javítható vagy meghúzható állapotban lévő magyar fordítását.
Az indexelés ezzel szemben azt adja meg, hogy adott szavak (ábécé sorrendben) mely oldalon találhatók meg a narratív szövegben. Attól függően, hogy az index mire vonatkozik, lehet tárgy, név, dátum stb. mutató – amelyeknek a célja a keresés meggyorsítása, a folyó szöveg elolvasása nélkül a megfelelő hely fellapozása.
Akár most dől el a helyi vita a lexikon szó jelentéséről, akár később fontos, hogy lássuk, hogy a folyamatos olvashatóság és "logikus sorrend", valamint a kereshetőség és gyors tájékozódás igényei különböző rendezettségi megoldásokat követelnek a mindenkori olvasónak, akinek a (kereső) "profilját" meg kell tudnunk rajzolni ahhoz, hogy az igény és a kínálat valaha találkozzék.

## Szabad szöveg átalakítása lexikális ismeretté – I. rész
Egy szabad folyású, tagolatlannak mondott szöveg általában csak mondatokra és bekezdésekre tagolódik. A teljes szöveg terjedelmét a műfajoknál megszokott hosszak korlátozzák. Tipikusan terjedelmes mű a regény vagy tankönyv, tipikusan rövid az újságcikk, főleg a hírek, események rovat. Az olvasás hosszát a rendelkezésre álló idő korlátozza, magának az értő olvasásnak más akadálya is lehet, nevezetesen:
a) a használt szókincs
b) a mondat hosszúságú, összetettsége
c) a bekezdés hossza, terjedelme.
a) A használt szókincs
A szókincset illetően az angol nyelvterületen ismert a mesterségesen egyszerűsített Basic English nyelvezet, amely 1800 szóval fejezi ki magát, illetve az angol stílustani kézikönyvek ajánlása az ideális mondathosszúságról, amely szavakban maximum 15 szó lenne. Ilyen irányú, magyar nyelvre vonatkozó ajánlások nem ismeretesek.
A szöveg szerzője, szerkesztője mondanivalóját, különösen, ha befolyásolni akarja az olvasót (indoktrináció, propaganda és manipuláció), különböző nyomdai/szedési jelölésekkel tarkítja. Kiemel vagy hangsúlyoz többféle módon, fontosságot jelez betűméretekkel és zárójelezésekkel stb. Ha ezt nem tenné, a szöveg akkor is az maradna, aminek megírták, és ezeket a vonatkoztatásokat (tudniillik a szerző véleményére) az olvasónak kellene kitalálni, megállapítani. Viszont éppen erről szól a tanulás, amely akkor elfogulatlan (nem indokrinált), ha a tanuló a szöveget olvasva el tud tekinteni a szerző kilététől, nem befolyásolja abban, hogy mit ért meg belőle, az a körülmény, hogy a szerző Nobel díjas tudós, vagy falusi tanító.
Ennek ellenére gyakori igény, elterjedt gyakorlat, hogy még a tankönyvek is rendkívül tagoltak és "jelzettek", aminek következtében a használat során az szokott kialakulni, hogy ezeket a "csiszolt" és tömör szövegeket "szórul-szóra" vagy tesztek formájában kell tudni "visszaadni", azokról számot adni. Hasonló ez a "könyvnélküli" feladatok megoldásához, a versek felmondási feladatához, azzal a különbséggel, hogy elvileg a tananyag tálalásában nem döntő a forma, nem tekinthető önmagában "levédhető" szerzői teljesítménynek.
b) A mondat hosszúsága
A mondat hosszúságának nincs köze a redundanciához, ez két különböző dolog, és csak az ember emlékezetével van szoros összefüggésben. Amennyiben valakinek egy lépésben nem megy egy gondolat megfogalmazása, több lépésben iterációban teszi azt meg, amellyel nincs semmi baj, ha az adott környezet és eszköz ezt tolerálja. Jól tolerálja a hosszú, sőt extrém hosszú mondatot az MSZH, amely előírja, hogy a szabadalmi igénypontot egyetlen mondatban kell tudni megfogalmazni.
Jól tűri, sőt előírja az angol jogi, szerződési nyelv is, ha szükséges, a nagyon hosszú, akár egy oldalnyi mondatok használatát is, amelyben ráadásul még egyetlen vesszőt sem tesznek, így a témához és a joghoz hozzá nem értő ember abban ugyanolyan könnyen elveszhet, mintha valaki egy telefonközpont kábelei közt szeretne napszemüvegben tájékozódni. Végül nem is olyan régen, Pázmány Péter vagy Batsányi János és mások korában a magyar köznyelvi és irodalmi próza és vers lényegesen igényesebb volt figyelmünkkel és emlékezetünkkel szemben, mint például a mai hírközlés.
c) A bekezdés hossza, terjedelme
Újságban, könyvben és a képernyőn eltérő, praktikus okokból. Logikailag egy gondolat – ha tudjuk mi az – adhat korlátot, annyi bekezdés, ahány gondolat, összefüggő gondolatmenet. Amikor gondolatokra vadászva olvasunk egy szöveget, akkor módunkban áll ezeket a szövegben megjelölni, róluk kivonatot, tömörítést, vázlatot vagy átírást készíteni, amely munka önmagában is hozzájárul a tanuláshoz vagy elsajátításhoz. Ha csak cut&paste-tel dolgozunk, ezt nem állíthatjuk, bár nyilván fontos lehet az is, hogy változatlan formában begyűjtsük a fontosnak talált bekezdés elemeket (clippings) későbbi feldolgozásra. De cut&paste-tel csak kevés ember agya rendelkezik, ezért előbb utóbb a fejében is át kell dolgoznia a szabad szöveget.

## Ismeretlen összekapcsolása ismerttel
Legtöbb esetben, ha ismeretlen dologgal találkozunk, akkor annak a mibenléte, eredete, faja, fajtája érdekel bennünket. A meghatározások is ezt mutatják, egy tágabb fogalom segítségével besoroljuk, vagy egy ismert, másik dologhoz, példaként vett ismerthez hasonlítjuk. Ezzel a lépéssel kiválasztjuk az ismeretlent, megfelelő névvel és definícióval megjelöljük, és ezzel mentálisan a megfelelő "helyre" tesszük. Egy ilyen besorolással általában csak néhány számosságig tudunk megbirkózni, azután jön a 'megint egy újabb izé G4Y reakció, míg mások gyűjtőszenvedélye ettől kezdve kezd elhatalmasodni.

## Az ismert kiválasztása
Ahhoz, hogy ismert dolgot ki tudjunk választani egy adott gyűjteményből, ahhoz rendelkeznünk kell a keresett dolog valamilyen értelmű másolatával (replica), hogy a keresés során a mintát össze tudjuk párosítani azzal, ami a "raktáron van". Ehhez arra van szükségünk, hogy a gyűjtemény rendezett legyen, azaz célszerűen lehessen benne a keresett dolgot felkutatni.
Ez a "másolat" az agyunkban is lehet, van, és ez dolgozik, amikor problémák megoldásakor, megbízás kiadásakor, útvonal elhatározásakor stb. a lehetséges jelöltek közül az "ismertet", gyakorlatilag az ismerőst választjuk. Az ismertség így a szociáldarwinizmus szerinti kiválasztás, kiválasztódás egyik fontos kritériuma, ismérve. A szavak, szövegek fennmaradása szempontjából is van ennek jelentősége, amennyiben hajlamosak vagyunk arra, hogy ismert személyek nevét adjuk gyermekeinknek, ismert márkákat vásároljunk stb. – sok esetben a gazdaságilag előnyösebb, így racionálisabbnak tekintett döntésváltozat ellenére vagy helyett.

## Rendezés
A dolgok, így a (lexikális ismeretek is, nagyjából haszontalanok, ha olyan elrendezésben vannak, amelyek nem engedik meg, hogy azokhoz hozzáférjünk, hasznosítsuk őket.
Ha az új ismeretek érkezését tekintjük, akkor azok elhelyezése, beépítése, bár részben automatikusan (l. képek) történik, végső helyüket tekintve, különösen a reprezentációk esetén, saját választás, válogatás eredménye, tudatos dolog, ahol nekünk kell mindennek helyet találni a már említett kategorizálási szempontok szerint. Az ismeret csak akkor kerülhet helyére, ha eldöntöttük, hogy az hová való, ha megvannak azok a „polcaink és dobozaink”, amelyekbe becsúsztathatjuk őket, ellenkező esetben ideiglenesen kell őket egy „cache” tárolóban hagyni, amely előbb utóbb megtelik, és sokkal nehezebb, külön időt igénylő feladat lesz onnan az elmulasztott elhelyezést pótolni.
A rendezés alapvetően a hasonlóságok és különbségek alapján történő válogatás – de egy meghatározott célból vagy szempontból. Ha ez nincs megadva, az egész munka értelmetlen.